# Albert Dorville
Pour les articles homonymes, voir Dorville (homonymie).
Albert Dorville (ou d’Orville), de son vrai nom : Albert Le Comte d’Orville, né le 12 août 1621 à Bruxelles (Belgique) et décédé le 8 avril 1662 à Agra en Inde, est un prêtre jésuite du XVIIe siècle, missionnaire en Chine et au Tibet, cartographe et explorateur.

## Biographie
Dans sa jeunesse, le jeune Albert, fils d’aristocrates, vit à la cour du duc de Neubourg. Dorville entre dans la Compagnie de Jésus en 1646, et alors qu’il étudie la théologie à Louvain il assiste aux conférences sur la Chine données par le missionnaire jésuite italien Martino Martini, de passage à Louvain. Cela suscite en lui un grand désir d’y aller. Il obtient la permission de son provincial et, après son ordination sacerdotale en 1654, il rejoint Martini à Rome et l'accompagne ensuite dans son voyage de retour en Chine.

## Voyage d’exploration
Partis de Lisbonne en avril 1657, Martini, Dorville et 17 autres compagnons (dont Ferdinand Verbiest et Philippe Couplet) arrivent à Macao le 17 juillet 1658. Après y avoir passé un certain temps pour une première initiation à la langue chinoise, Dorville est envoyé comme missionnaire dans la province de Shanxi. Il n’y reste pas longtemps, car il est désigné pour accompagner Johann Grueber dans un voyage d’exploration dont l'objet est de découvrir une route plus courte pour relier la Chine à l’Inde.
Partis de Pékin le 13 avril 1661, ils entrent au Tibet le 13 juillet, atteignent sa capitale Lhassa le 8 octobre, y restant un mois, sous le règne du 5e Dalai Lama. Ils sont les premiers Européens à visiter la capitale tibétaine après, peut-être, le franciscain Odoric de Pordenone, en 1328.
Tout au long du voyage, Dorville fait de nombreux relevés cartographiques, déterminant avec précision la latitude et la longitude des lieux visités. Les voyageurs traversent le Népal et restent un mois à Katmandou (janvier 1662). Entrés en Inde le 8 février 1662, ils visitent Patna et arrivent enfin à Agra, la capitale de l’Empire moghol le 31 mars 1662. Gravement malade et épuisé par le voyage, Dorville meurt quelques jours après son arrivée à Agra, le 8 avril 1662.

## Intérêt et échec du voyage
Après son arrivée à Rome, en 1664, Grueber fait une narration de ce voyage à Athanasius Kircher, qui la décrit dans un livre en latin, China illustrata. De nombreuses et intéressantes observations géographiques, culturelles et socio-religieuses sont faites sur les pays visités et les peuples rencontrés ; on les trouve dans les Lettres édifiantes et curieuses envoyées de Chine et du Tibet. Mais quant à l’objectif premier du voyage, il est considéré comme un échec : on continue, et pour de nombreuses années, à prendre de préférence le bateau entre Goa et Macao... La voie par terre est trop longue, éprouvante et dangereuse.